# Georg Christian von Heydebreck
Georg Christian Friedrich von Heydebreck (* 28. Januar 1765 in Parsow; † 25. August 1828 in Doberan) war ein preußischer Verwaltungsjurist.

## Leben
Als Sohn eines Gutsbesitzers und Rittmeisters wurde er 1800 Kammerdirektor in Stettin und 1810 Geheimer Staatsrat in der Gewerbesektion des preußischen Innenministeriums. In seine Zeit fiel das Gewerbesteueredikt (Preußen) vom 2. November 1810, das die Gewerbefreiheit im Königreich Preußen begründete. 1813 wurde er ausgezeichnet mit dem Roten Adler-Orden 2. Klasse mit Eichenlaub.
Von 1815 bis 1824 war er der erste Oberpräsident der Provinz Brandenburg. Als Oberpräsident präsidierte er qua Amt auch im Königlichen Konsistorium Brandenburg zu Berlin. 1816 wurde er zum Wirklichen Geheimen Rat mit dem Prädikat Exzellenz ernannt.
Georg Christian von Heydebreck war in erster Ehe ab 1792 verheiratet mit Auguste von Brandt (1771–1852), in zweiter Ehe ab 1803 mit Karoline von der Goltz (1786–1861) und in dritter Ehe ab 1813 mit Auguste Voight (1794–1848); letztere heiratete 1834 in zweiter Ehe 1834 Ignazio Tranfo, Herzog von Sant’Agata.
Von den Kindern aus erster Ehe wurde die Tochter Wilhelmine Sophie Juliane Luise (1794–1867) 1819 Ehefrau des Berliner Hof- und Dompredigers Friedrich Ehrenberg und der Sohn Ludwig Christoph (1797–1859) Kammergerichtsrat in Berlin.
Aus der zweiten Ehe ging als einziges Kind die Tochter Luise Sophie Charlotte Auguste (1803–1858) hervor, die sich 1821 mit dem späteren Generalmajor Karl Wilhelm von Wnuck (1788–1863) vermählte.
Aus der dritten Ehe stammte neben einem bereits als Kind verstorbenen Sohn die 1815 geborene Tochter Augusta Luisa Lavinia, die mit der verwitweten Mutter nach Italien ging und dort 1841 Vincenzo Fazzari aus einer alten kalabrischen Adelsfamilie heiratete.